# 687 Тінетт
687 Тінетт (687 Tinette) — астероїд головного поясу, відкритий 16 серпня 1909 року.
Тіссеранів параметр щодо Юпітера — 3,257.